# Mount Horeb
Mount Horeb ist eine Gemeinde (mit dem Status „Village“) im Dane County im US-amerikanischen Bundesstaat Wisconsin. Im Jahr 2010 hatte Mount Horeb 7009 Einwohner.
Mount Horeb ist Bestandteil der Metropolregion Madison.

## Geografie
Mount Horeb liegt im mittleren Süden Wisconsins, im südwestlichen Vorortbereich von dessen Hauptstadt Madison. Der am Mississippi gelegene Schnittpunkt der drei Bundesstaaten Wisconsin, Iowa und Illinois liegt 108 km westsüdwestlich.
Mount Horeb erstreckt sich über eine Fläche von 8,42 km².
Das Zentrum von Madison liegt 33,2 km ostnordöstlich. Weitere Nachbarorte sind Black Earth (16,4 km nördlich), Cross Plains (16,8 km nordöstlich), Verona (18,2 km östlich), Blue Mounds (8,3 km westlich) und Vermont (12 km nordnordwestlich).
Die nächstgelegenen Großstädte sind Green Bay (265 km nordöstlich), Milwaukee (169 km östlich), Chicago (255 km südöstlich) und Rockford (126 km südsüdöstlich).

## Verkehr
Entlang des südlichen Ortsrands verlaufen auf einem vierspurig ausgebauten gemeinsamen Streckenabschnitt die U.S. Highways 18 und 151. Durch die Ortsmitte führt in Nord-Süd-Richtung der Wisconsin State Highways 78. Alle weiteren Straßen sind untergeordnete Landstraßen, teils unbefestigte Fahrwege sowie innerörtliche Verbindungsstraßen.
Durch das Stadtgebiet führt der Ice Age National Scenic Trail, ein zu den National Scenic Trails gehörender Fernwanderweg sowie auf der Trasse einer ehemaligen Eisenbahnstrecke der Chicago and North Western Railway mit dem Military Ridge State Trail ein Rail Trail für Wanderer und Radfahrer. Im Winter kann der Wanderweg auch mit Schneemobilen befahren werden.
Der nächste Flughafen ist der Dane County Regional Airport in Madison (47,2 km ostnordöstlich).

## Bevölkerung
Nach der Volkszählung im Jahr 2010 lebten in Mount Horeb 7009 Menschen in 2696 Haushalten. Die Bevölkerungsdichte betrug 832,4 Einwohner pro Quadratkilometer. In den 2696 Haushalten lebten statistisch je 2,56 Personen.
Ethnisch betrachtet setzte sich die Bevölkerung zusammen aus 96,0 Prozent Weißen, 0,8 Prozent Afroamerikanern, 0,2 Prozent amerikanischen Ureinwohnern, 0,6 Prozent Asiaten sowie 0,5 Prozent aus anderen ethnischen Gruppen; 1,8 Prozent stammten von zwei oder mehr Ethnien ab. Unabhängig von der ethnischen Zugehörigkeit waren 1,7 Prozent der Bevölkerung spanischer oder lateinamerikanischer Abstammung.
29,5 Prozent der Bevölkerung waren unter 18 Jahre alt, 59,1 Prozent waren zwischen 18 und 64 und 11,4 Prozent waren 65 Jahre oder älter. 52,1 Prozent der Bevölkerung war weiblich.
Das mittlere jährliche Einkommen eines Haushalts lag bei 67.063 USD. Das Pro-Kopf-Einkommen betrug 28.853 USD. 6,9 Prozent der Einwohner lebten unterhalb der Armutsgrenze.

## Bekannte Bewohner
- Herman Bjorn Dahle (1855–1920) – Abgeordneter des US-Repräsentantenhauses (1899–1903)[5] – gestorben in Mount Horeb[6]